# Sauce lyonnaise
La sauce lyonnaise est une sauce de la cuisine française, réalisée à base de vin, de beurre, de vinaigre blanc et d'oignons. C'est la présence de ces derniers qui lui a fait donner le nom de lyonnaise. Elle est utilisée dans des préparations gratinées, pour accompagner de la charcuterie ou des légumes.

## Histoire
La sauce lyonnaise est supposée avoir été inventée par Philippe de Mornay (1549-1623), dans les années 1600. Il est également crédité d'avoir inventé la sauce Mornay, la béchamel, la sauce chasseur et la sauce au porto.

## Sauce lyonnaise au sauternes
Tout en restant sur une base de sauce à l'oignon, Urbain Dubois et Émile Bernard, dans leur ouvrage, intitulé La Cuisine classique. Études pratiques, raisonnées et démonstratives de l'École française appliquée au service à la russe, n'hésitent pas à proposer du sauternes pour confectionner cette sauce. Ils y rajoutent même du sucre, de l'ail, du persil et des jaunes d'œufs.

## Ingrédients
La recette actuelle est plus simple puisqu'elle nécessite, outre les oignons, le vin blanc et le beurre, du vinaigre, du bouillon de bœuf, un peu de concentré de tomate, du sel et du poivre. 

## Préparation
Les oignons sont mis à blondir dans le beurre. Quand ils sont presque cuits, ils sont mouillés avec le vinaigre et le vin et mis à réduire. C'est dans ce fond que sont rajoutés le bouillon et le concentré de tomate.